# Scuola di Chicago (architettura)
La scuola di Chicago è un movimento e una vera e propria scuola di architettura che si è formata a Chicago tra la fine dell'Ottocento e l'inizio del Novecento. 

## Storia
L'ambiente in cui si sviluppò fu quello creatosi dopo l'incendio della città del 1871, e a essa parteciparono due generazioni di architetti e ingegneri di cui la prima era forte delle esperienze maturate durante la Guerra di secessione americana. 
La scuola, promosse, tra le prime, l'uso della nuova tecnologia delle strutture in acciaio nella costruzione degli edifici commerciali e sviluppò anche nuovi canoni estetici (soprattutto nel disegno ripetitivo dei motivi delle facciate), influenzata anche dal corrispondente evolversi delle avanguardie architettoniche in Europa antecedenti al Movimento Moderno.
Alcune delle forme e caratteri distintivi della scuola di Chicago sono l'uso della struttura in acciaio come elemento portante degli edifici con murature di rivestimento in terracotta, larghe aree finestrate e ripetitive e un uso limitato della decorazione esterna. Elementi neoclassici comunque si ritrovano nei grattacieli della scuola di Chicago, molti dei quali si riassumono in un ridisegno di colonne. Il primo piano funziona come base, i piani intermedi come una sequenza di colonne verticali, mentre la cima dell'edificio è sormontata da una cornice semi-tradizionale. La "Chicago window", la "finestra di Chicago", è nata in questa scuola ed è divisa in tre parti: un largo pannello centrale in vetro affiancato a due più strette aperture dello stesso materiale.
Tra gli architetti che hanno associato il loro nome con la Scuola di Chicago è opportuno citare: Daniel Burnham, Dankmar Adler, John Root, William Holabird, Martin Roche, William LeBaron Jenney e Louis Sullivan. Frank Lloyd Wright iniziò a lavorare nello studio di Adler e Sullivan ma prese ben presto le distanze dalla scuola elaborando un suo stile definito al suo nascere delle Prairie House Style. Ludwig Mies van der Rohe, che arriverà a Chicago dopo la fondamentale esperienza tedesca del Bauhaus, farà un lavoro di ricerca sulla composizione architettonica dei grattacieli, di cui il Seagram Building ne è l'espressione più alta, ed è per questo definito da alcuni come il creatore della seconda Scuola di Chicago.
L'Home Insurance Building, che viene riconosciuto come il primo grattacielo della storia, venne costruito a Chicago nel 1885 e fu demolito nel 1931. Altri importanti progetti della Scuola di Chicago sono:
- Auditorium Building
- Carson, Pirie, Scott and Company Building
- Bayard-Condict Building
- Reliance Building
- Ludington Building
- Gage Group Buildings
- Chicago Building
- Brooks Building
- Heyworth Building
- Leiter I Building
- Leiter II Building
- Marquette Building
- Monadnock Building
- Manhattan Building
- Montauk Building
- Rookery Building
- Wainwright Building